# Zelengora
Zelengora je pogorje v Narodnem parku Sutjeska v Republiki srbski (Bosna in Hercegovina). Najvišji vrh je na nadmorski višini 2014 m.

## Topografija
Geološko je pogorje Zelengore del Dinarskih Alp in je zgrajeno večinoma iz sekundarnih in terciarnih sedimentnih kamnin, večinoma iz apnenca. Pogorje Zelengora meji na jugozahodu z reko Neretvo, na vzhodu z reko Sutjesko in na severu s pogorjem Lelije. Po celotnem gorovju se nahaja večje število ledeniških jezer, od katerih so najbolj znana Kotlaničko, Orlovačko, Štirinsko, Donje Bare, Gornje Bare, Bijelo, Crno, Kladopoljsko in umetno Jugovo jezero. V pogorju izvirajo reke Neretva, Hrčavka, pritok reke Sutjeske, in Bjelava, pritok reke Drine. Najvišji vrh je Bregoč (2014 m). Ostali pomembnejši vrhovi so Kozje Strane (2013 m), Drhtar (1970 m), Trebova Planina (1872 m) in Orlovača (1969 m). 

## Zgodovina
Gore na območju Zelengore niso bile del frontne linije med konfliktom 1990-1995  in zato skoraj nimajo onesnaženosti z minami in neeksplodiranimi ubojnimi sredstvi. Zelengora je bila leta 1943, med drugo svetovno vojno, prizorišče hudih bojev, zlasti v odločilni fazi bitke na Sutjeski. Z operacijo Fall Schwarz so nemške okupacijske sile poskušale obkrožiti in uničiti jugoslovanske partizane, ki jih je vodil maršal Josip Broz Tito. Partizani so zasedli položaje okoli gore Durmitor, ki se nahaja v sedanji Črni gori. Tito je načrtoval, da bi se iz obroča prebil proti severu čez reko Sutjesko. V bitki, ki se je začela 5. junija 1943, so partizanske enote 2. dalmatinske brigade zasedle položaje, da bi omogočile pobeg partizanov skozi Zelengoro. Spopadli so se z nemško 118. Jäger divizijo. Kljub izčrpanosti, boleznim in pomanjkanju zalog streliva so partizani 2. dalmatinske brigade zdržali proti močnejšim nemškim silam, dokler jih 9. junija ni okrepila 1. proletarska divizija in jim omogočila umik in se tako 10. junija pridružila ostalim partizanom. V jutranjih urah 10. junija je brigada v jurišu prebila nemške položaje in s tem odprla koridor v nemškem obroču. Do takrat je 2. brigada izgubila dve tretjini svojega števila, vendar je uspešno zadržala nemške sile dovolj, da je Titovim partizanom uspelo prečkati reko Sutjesko in se prebiti iz nemškega obroča. 
Kasneje, maja 1945, so te gore postale mesto zadnjega vojaškega obračuna med Jugoslovansko ljudsko armado in četniškimi silami Draže Mihailovića v bitki, ki je trajala od 8. do 13. maja 1945. 

## Narava
Zelengora je danes znana kot "divjina izjemne lepote". Razjedeni vrhovi Zelengore, ki se vidijo iznad mešanih gozdov, privlačijo, tudi zaradi odmaknjenosti območja, razmeroma malo pohodnikov. Divjina narave brez znakov sodobne civilizacije dajeta tem goram posebno privlačnost. Na območju okoli Orlovačkega Jezera - pa tudi drugje - so vidni sledovi zgodovinske poselitve. Območje je zavarovano znotraj narodnega parka Sutjeska. Pri Orlovačkem jezeru se začne markirana pot, ki vodi do najvišjega vrha, Bregoč (2014 m). 